# José Luis Sampedro
José Luis Sampedro Sáez (Barcellona, 1º febbraio 1917 – Madrid, 8 aprile 2013) è stato uno scrittore, economista, umanista e politico spagnolo che sosteneva un'economia "più umana, più solidale", capace di "contribuire allo sviluppo della dignità delle persone". Nel 2010, il Consiglio dei Ministri spagnolo gli conferì l'Ordine delle Arti e delle Lettere di Spagna per "la sua eccezionale carriera letteraria e il suo pensiero impegnato nei problemi del suo tempo". Nel 2011 gli fu assegnato il Premio Nazionale di Lettere Spagnole.

## Biografia
Figlio di un medico militare, un anno dopo la sua nascita a Barcellona la famiglia si trasferì a Tangeri (protettorato spagnolo del Marocco), città cosmopolita dove si appassionò alla lettura e dove visse felicemente fino all'età di dodici anni. Poi andò a Cihuela (Soria) per essere educato presso una sua zia, che lo mandò durante l'anno scolastico in una scuola privata che i Gesuiti avevano a Saragozza. Successivamente visse ad Aranjuez fino all'età di diciotto anni, cosa che sarà importante quando scriverà il suo romanzo Real Sitio; dai suoi anni nel Tago nacque anche Il fiume che ci prende. Più tardi affermerà di essere nato lì come scrittore. Nel 1935, a soli diciotto anni, ottenne tramite concorso il posto di funzionario doganale. Seguì i corsi a Madrid, tornando ad Aranjuez nei fine settimana. Fu assegnato a Santander. Ebbe tempo per iniziare lo studio del pianoforte e diventò membro di un cineforum pionieristico. Nel tempo ricoprì il ruolo di critico cinematografico. Nel 1936 fu mobilitato dall'esercito repubblicano nella guerra civile spagnola, combattendo in un battaglione anarchico. Su richiesta degli analfabeti, leggeva loro il giornale e alcuni libri. Nel 1937, quando Santander fu conquistata, si arruolò nell'esercito nazionale.
La guerra si duffuse a Santander, Melilla, Catalogna, Guadalajara e Huete (Cuenca). In questi anni iniziò a scrivere poesie, di cui diverse centinaia furono conservate e pubblicate nel 2020 nel libro: Blank Days (Poesia completa).
Nel 1939 terminò il suo primo romanzo, La statua di Adolfo Espejo. Chiese e ottenne nel 1940 il trasferimento a Madrid, dove, nel 1944, sposò Isabel Pellicer e completò gli studi universitari in Scienze Economiche, che concluse nel 1947 con un Premio Straordinario. Nel 1950 conseguì il dottorato con una tesi sulla localizzazione industriale che pubblicò nel 1951. Dal 1947 insegnò all'università e iniziò anche a lavorare come economista al Banco Exterior de España. Fu anche consigliere del Ministero del Commercio tra il 1951 e il 1957 e con tale incarico partecipò a numerosi convegni internazionali e alla preparazione del Piano di Stabilizzazione del 1959. Nel 1962 entrò anche a far parte della Segreteria Tecnica del Ministero delle Finanze. Già nel 1955 era diventato professore di "Struttura e istituzioni economiche" all'Università Complutense di Madrid, incarico che mantenne fino al 1969, abbinandolo a vari incarichi presso il Banco Exterior de España, raggiungendo il livello di vicedirettore generale. In quel periodo scrisse la commedia A Place to Live (1955). Pubblicò Realtà economica e analisi strutturale (1958) e L'avvenire europeo della Spagna (1961). Sempre nel 1961, l'editore Manuel Aguilar pubblicò il suo primo romanzo, Pan y navaja, il cui titolo cambiò in Il fiume che ci porta - da cui fu tratto un film nel 1988 - e la cui struttura fu basata sull'I Ching e ispirata dalla dura vita delle prostitute del Tago.
Tra il 1965 e il 1966, visto il licenziamento dei professori delle università spagnole Aranguren e Tierno Galván, decise di diventare professore in visita presso le università di Salford (1969-1970) e Liverpool(1970-1971). Disse: "Senza libertà ciò che vivo non è la mia vita". Insieme ad altri professori, fondò il Centro Studi e Ricerche (CEISA), che sarà chiuso dal Governo tre anni più tardi. Nel 1967 pubblicò Le forze economiche del nostro tempo. Nel 1968 fu nominato Ann Howard Shaw Lecturer presso l'università nordamericana Bryn Mawr College. Nel 1969, in collaborazione con il professor Rafael Martínez Cortiña, apparve il suo manuale sulla struttura economica , che servì come libro di testo nelle università spagnole.
Al suo ritorno in Spagna, chiese un congedo all'Università Complutense e dal settembre 1971 ritornò al suo vecchio incarico di funzionario doganale. Pubblicò Il cavallo nudo (1970), una satira che gli permetterà di sfogare le sue frustrazioni sulla situazione del Paese. Nel 1972 partecipò alla Terza Conferenza dell'UNCTAD a Santiago del Cile e come economista consulente per la Banca Internazionale per la Ricostruzione e lo Sviluppo in missione nella Repubblica Dominicana. Dopo la morte di Francisco Franco, nel 1976 ritornò al Banco Exterior de España come economista consulente. Nel 1977 fu nominato senatore per nomina reale del re Juan Carlos nelle prime Cortes democratiche. In seguito alle prime elezioni generali democratiche spagnole, fu eletto senatore socialista. Manterrà la carica fino al 1979.
Parallelamente all'attività professionale di economista, pubblicò diversi romanzi e dopo il pensionamento continuò a dedicarsi alla scrittura, ottenendo grandi successi con opere come Ottobre, Ottobre (1981), forse il suo miglior romanzo e sicuramente il più complesso e quello che lo scoprì di fronte alle critiche; Il sorriso etrusco (1985), forse la sua opera più tradotta o il romanzo storico La vecchia sirena (1990). I suoi successi letterari coincisero con la tragica notizia della morte della moglie, Isabel Pellicer, nel 1986.
Nel 1990 fu nominato membro della Reale Accademia Spagnola, dove il suo discorso d'ingresso poco ortodosso, Desde la Frontera, ebbe molto a che fare con il tema della sua opera La Vecchia Sirena, pubblicata quello stesso anno e considerata un inno alla vita, all'amore e alla tolleranza.
Da qualche tempo trascorreva parte dell'anno a Tenerife, terra i cui simboli - l'albero del drago e il Teide - gli servirono per comporre Il Sentiero dell'albero del drago. Come umanista spesso criticò la decadenza morale e sociale dell’Occidente, il neoliberismo e le brutalità del capitalismo. A questo proposito, fece la sua parte nelle proteste in Spagna nel maggio 2011 scrivendo il prologo dell'edizione spagnola del libro Indignaos di Stephane Hessel. In un'intervista alla Frankfurter Allgemeine Sonntagszeitung, Sampedro criticò nuovamente il capitalismo europeo paragonandolo alla fine dell'Impero Romano:
Morì l'8 aprile 2013 a Madrid, all'età di 96 anni e fu cremato il giorno successivo nel cimitero di La Almudena.

## Vita privata
Si sposò una prima volta nel 1944 con Isabel Pellicer, scomparsa nel 1986. Ebbero una figlia, Isabel Sampedro Pellicer. Sampedro si sposò una seconda volta ad Alhama de Aragón (Saragozza), nel 2003, con la scrittrice, poetessa e traduttrice Olga Lucas.

## Opere

### Testi di economia
- Principios prácticos de localización industrial (1957)
- Realidad económica y análisis estructural (1959)
- Las fuerzas económicas de nuestro tiempo (1967) ISBN  9780303175667
- Conciencia del subdesarrollo (1973) ISBN  9788434573246
- Inflación: una versión completa (1976)
- Noi e il mercato (1986) ISBN  9788485337699
- Dolce vita d'America (1991), scritto in collaborazione con Luis Ramírez Benéytez e Luis de Sebastián  ISBN  9788440498892
- El mercado y la globalización (2002) ISBN  9788423334094
- Los mongoles en Bagdad (2003)  ISBN  9788423335756
- Sobre política, mercado y convivencia (2006)
- Multimegamuchaglobalización (2008), scritto in collaborazione con Carlos Berzosa e Ángel Martínez González ISBN  9788474919028
- Economía humanista. Algo más que cifras (2009) ISBN  9788483068281
- El mercado y nosotros (2015) ISBN  9788460817895

### Romanzi
- La estatua de Adolfo Espejo (1939, pubblicata nel 1994) ISBN  9788420481456
- La sombra de los días (1947, pubblicata nel 1994) ISBN  9.788.420,481463
- Congreso en Estocolmo (1952) ISBN  9788420420035
- El río que nos lleva (1961)  ISBN  9788422628002
- El caballo desnudo (1970)  ISBN  9788420421810
- Octubre, octubre (1981)
- La sonrisa etrusca (1985)   ISBN  9780679763383
  - Tr. Gina Maneri, "Il sorriso etrusco", Milano, Il Saggiatore, 1997
- La vieja sirena (1990)
  - Tr. Roberta Bovaia, "La vecchia Sirena", Milano, Il Saggiatore, 2001
- Real Sitio (1993)
- El amante lesbiano (2000) ISBN  9788401341526
- La senda del drago (2006)  ISBN  9788401341878
- Cuarteto para un solista (2011) -scritta in collaborazione con Olga Lucas-  ISBN  9788401340000
- Monte Sinaí (2012)

### Racconti
- Mar al fondo (1992)
- Mientras la tierra gira (1993)

### Altre opere
- Escribir es vivir (2005) -testo autobiográfico scritto in collaborazione con Olga Lucas-
- La escritura necesaria (2006) -saggio-
- La ciencia y la vida (2008)
- Reacciona (2011)

## Sculture
- Busto nel Parco José Luis Sampedro della Conceio de Oleiros (La Coruña), realizzato da Álvaro Gil García e inaugurato il 17 luglio 2019.[12]
- Statua in omaggio a José Luis Sampedro nel Parco José Luis Sampedro nel quartiere madrileno di Chamberí, della scultura Natividad Sánchez, inaugurata nel gennaio 2020.[13]
- Statua sul Bulevar Caleño a Mijas (Malaga), realizzata da José María Córdoba e inaugurata il 15 maggio 2021.[14]